# Dunball
Dunball – osada w Anglii, w hrabstwie Somerset, w dystrykcie (unitary authority) Somerset. Leży 43 km na południowy zachód od miasta Bristol i 203 km na zachód od Londynu.